# Lourdes Bartolomé
Lourdes Bartolomé és una actriu espanyola. Va néixer a Valladolid i va estudiar tres anys a l'Escola d'Art Dramàtic i a l'Escola d'Expressió Corporal de Barcelona. Temps després es trasllada a Madrid on comença la seva carrera com a actriu aconseguint petits papers, fins que l'any 1998 li ofereixen l'oportunitat de donar vida a una cambrera antipàtica a la sèrie Fernández y familia. Aquest paper la dona a conèixer, i li succeeixen sèries tan reeixides com Manos a la obra, on encarna a una pagesa obsessionada amb un dels protagonistes.
Quant al cinema destaca d'entre els seus nombrosos treballs la pel·lícula El día de la bestia, dirigida per Alex de la Iglesia, en la qual interpreta una mare desesperada perquè ajudin al seu fill, practicant-li un exorcisme en un reeixit programa de televisió. Aquest destacat director torna a comptar amb ella per a la seva pel·lícula Muertos de risa, que la tria a ella per a interpretar a una dona minusvàlida en la pel·lícula Las huellas borradas.

## Filmografia
En cinema
- Dos tipos duros (Juan Martínez Moreno)
- Noche de reyes (Miguel Bardem)
- La Spagnola (The Spanish Woman) - (Steve Jacobs, rodat a la FOX Studios Australia)
- Plenilunio (Imanol Uribe)
- La mujer más fea del mundo (Miguel Bardem)
- Las huellas borradas (Enrique Gabriel)
- Muertos de risa (Álex de la Iglesia)
- Arañazos (Pedro Barbero)
- Pon un hombre en tu vida (Eva Lesmes)
- El día de la bestia (Álex de la Iglesia)

En televisió
- Doctor Mateo (Sèrie Antena 3 TV)
- La que se avecina (Sèrie Tele 5)
- Plutón B.R.B. Nero (Sèrie TVE)
- Fago (Roberto Bodegas)
- Manolo y Benito Corporeision (Sèrie Antena 3 TV)
- Mira qué pelos (Sèrie TV)
- Aquí no hay quien viva (Sèrie Antena 3 TV)
- pel·lículas para no dormir: La culpa (Chicho Ibáñez Serrador)
- Maneras de sobrevivir (Juan Martínez Moreno)
- Manolito Gafotas (Antonio Mercero)
- Policías (Sèrie Antena 3 TV)
- Ana y los siete- Episodio "Abierto 24 horas" (Pepe Ganga)
- Robles, investigador (Ignacio Gutiérrez Solana)
- Los Canalone (Luis Guridi)
- Fernández y familia (Antonio Hernández)
- Manos a la obra (Antonio Escrivá)
- La casa de los líos (Eva Lesmes)
- Todos los hombres son iguales (Antonio Cuadri / Jesús Font)
- La vida en el aire (Ignacio Mercero)
- Carmen y familia (Oscar Ladoire)
- Tres hijos para mi solo (Sèrie Antena 3 TV)
- Canguros (Sèrie Antena 3 TV)
- Farmacia de guardia (Antonio Mercero)
- ¡Qué loca peluquería! (Eloy Arenas)

En Teatre
- La casa de Bernarda Alba (Mario Pérez Tapanés)
- Sueño de una noche de verano (Mario Pérez Tapanés)
- Domingo (Yolanda Monreal)
- Jacobo o la sumisión y el porvenir está en los huevos (Carlos Vides)
- Talem (Yolanda Monreal)

## Premis
- Nominada a la millor actriu secundària pel film La Spagnola als premis AFI AWARDS 2001 de l'Acadèmia de cinema d'Austràlia.[4]
- Nominada a Premi Unión de Actores a la millor interpretació de repartiment de televisió per la sèrie de televisió Fernández y familia (Tele 5) 1998.